# Seleniwka
Seleniwka (ukrainisch Зеленівка; russisch Зеленовка Selenowka) ist eine Siedlung städtischen Typs in der Ukraine mit 5800 Einwohnern. Sie liegt 6,9 km nordöstlich von Cherson, der Hauptstadt der Oblast Cherson.

## Geschichte
1782 wurde das Dorf „Baljohiwka“ erstmals genannt, 1783 erscheint es dann als „Selenowka“. Im Jahre 1789 heißt das Dorf „Roschnowka“, 1967 wird es dann wieder „Selenowka“ (bzw. analog ukrainisch „Seleniwka“) genannt.

## Geographie
Seleniwka liegt circa 10 km vom Beginn des Mündungsdeltas des Dnepr (ukrainisch Dnipro). Bis zum Schwarzen Meer sind es noch 80 km. Knapp 110 km südöstlich beginnt die Krim.
Am 12. Juni 2020 wurde die Siedlung ein Teil der Stadtgemeinde Cherson; bis dahin bildete sie zusammen mit den Dörfern Bohdaniwka (Богданівка) und Petriwka (Петрівка) sowie der Ansiedlung Sonjatschne (Сонячне) die Siedlungsratsgemeinde Seleniwka (Зеленівська селищна рада/Seleniwska selyschtschna rada) im Norden der Stadt Cherson als Teil des Stadtrajons Dnipro.
Seit dem 17. Juli 2020 ist sie ein Teil des Rajons Cherson.